# Liste der Bodendenkmale in Wildeshausen
In der Liste der Bodendenkmale in Wildeshausen sind die Bodendenkmale der niedersächsischen Gemeinde Wildeshausen aufgeführt. Die Quelle ist der Denkmalatlas Niedersachsen.
- Diese Liste erhebt keinen Anspruch auf Vollständigkeit.
- Die Angaben ersetzen nicht die rechtsverbindliche Auskunft der zuständigen Denkmalschutzbehörde.
- Es sind nur Daten aus dem Denkmalatlas verarbeitet.
- Der Stand der Liste ist der 25. Juni 2025.

Wildeshausen im Landkreis Oldenburg

## Allgemein
In den Spalten finden sich folgende Informationen des Bodendenkmales:
| Lage         | geographische Koordinaten                                                           |
| Bezeichnung  | Bezeichnung lt. Denkmalatlas                                                        |
| Beschreibung | Beschreibung lt. Denkmalatlas                                                       |
| ID           | Objekt-ID                                                                           |
| Bild         | Bild, ggf. zusätzlich mit Link zu weiteren Fotos im Medienarchiv Wikimedia Commons. |

## Wildeshausen
| Lage                        | Bezeichnung                                      | Beschreibung | ID       | Bild           |
| --------------------------- | ------------------------------------------------ | --- | -------- | -------------- |
| 52° 51′ 48″ N, 8° 26′ 11″ O | Wildeshausen 600, Großsteingrab                  | (Sprockhoff Nr. 957) | 28926298 | Weitere Bilder |
| 52° 51′ 46″ N, 8° 26′ 14″ O | Wildeshausen 601, Großsteingrab                  | (Sprockhoff Nr. 958) | 28926299 | Weitere Bilder |
| 52° 53′ 31″ N, 8° 19′ 26″ O | Wildeshausen 602, Großsteingrab „Visbeker Braut“ | 80 m langes und 7 m breites Megalithgrab, N-S ausgerichtet. Grabkammer im südwestlichen Teil. Auf den beiden Langseiten und an der südwestlichen Schmalseite noch von Steinen umfasst. (Sprockhoff Nr. 952) | 28988587 | Weitere Bilder |
| 52° 53′ 27″ N, 8° 21′ 45″ O | Wildeshausen 604, Großsteingrab (Kellersteine)   | Längere Steinkammer in O-W-Ausrichtung. Die beiden Trägersteine der Schmalseite stehen in situ. So auch jeweils die sechs Trägersteine der Langseiten. Der östliche Träger der nördlichen Langseite fehlt. Ein weiterer Trägerstein der südlichen Langseite ist umgefallen. An dieser Seite dürfte eine Lücke den ehemaligen Grabeingang anzeigen. Ehemals sieben Decksteine. Fünf erhalten; vier sind in die Kammer gerutscht. Das Grab lag ehemals in einem Hügel, in dem die Träger bis an ihre Oberkante noch stecken. (Sprockhoff Nr. 954) | 28953717 | Weitere Bilder |
| 52° 53′ 24″ N, 8° 22′ 9″ O  | Wildeshausen 606, Grabhügel                      | Durchmesser ca. 20 m und Höhe ca. 1,3 m. Von Eingrabungen gestört. | 28927044 | BW             |
| 52° 53′ 24″ N, 8° 22′ 11″ O | Wildeshausen 607, Grabhügel                      | Durchmesser ca. 14 m und Höhe ca. 1,1 m. Durch Eingrabungen gestört. | 28927045 | BW             |
| 52° 53′ 26″ N, 8° 22′ 9″ O  | Wildeshausen 608, Grabhügel                      | Durchmesser ca. 16 m und Höhe ca. 1,2 m. Mit flachen Mulden. | 28927046 | BW             |
| 52° 53′ 26″ N, 8° 22′ 10″ O | Wildeshausen 609, Grabhügel                      | Durchmesser ca. 17 m und Höhe ca. 1,2 m. Durch Eingrabungen gestört. | 28927183 | BW             |
| 52° 53′ 27″ N, 8° 22′ 13″ O | Wildeshausen 610, Grabhügel                      | Durchmesser ca. 19 m und Höhe ca. 1,1 m. Durch Eingrabungen gestört. | 28927184 | BW             |
| 52° 53′ 17″ N, 8° 22′ 15″ O | Wildeshausen 611, Grabhügel                      | Durchmesser ca. 16 m und Höhe ca. 0,2 m. | 28957008 | BW             |
| 52° 53′ 48″ N, 8° 22′ 14″ O | Wildeshausen 623, Grabhügel                      | Durchmesser ca. 15 m und Höhe ca. 1,5 m. | 28957019 | BW             |
| 52° 53′ 44″ N, 8° 22′ 4″ O  | Wildeshausen 624, Grabhügel                      | Durchmesser ca. 18 m und Höhe ca. 1 m. | 28957020 | BW             |
| 52° 53′ 43″ N, 8° 22′ 4″ O  | Wildeshausen 625, Grabhügel                      | Durchmesser ca. 14 m und Höhe ca. 1 m. | 28957021 | BW             |
| 52° 53′ 40″ N, 8° 22′ 6″ O  | Wildeshausen 626, Grabhügel                      | Durchmesser ca. 11 m und Höhe ca. 0,7 m. | 28957022 | BW             |
| 52° 53′ 37″ N, 8° 22′ 4″ O  | Wildeshausen 627, Grabhügel                      | Durchmesser ca. 23 m und Höhe ca. 1,3 m. | 28957023 | BW             |
| 52° 53′ 33″ N, 8° 21′ 55″ O | Wildeshausen 628, Grabhügel                      | Durchmesser ca. 22 m und Höhe ca. 1,5 m. | 28957024 | BW             |
| 52° 53′ 29″ N, 8° 21′ 57″ O | Wildeshausen 629, Grabhügel                      | Durchmesser ca. 16 m und Höhe ca. 0,6 m. | 28957025 | BW             |
| 52° 53′ 25″ N, 8° 21′ 34″ O | Wildeshausen 635, Grabhügel                      | Durchmesser ca. 9 m und Höhe ca. 0,5 m. Am nordwestlichen Rand von Acker angeschnitten. | 28966154 | BW             |
| 52° 53′ 11″ N, 8° 21′ 14″ O | Wildeshausen 636, Grabhügel                      | Durchmesser ca. 16 m und Höhe ca. 1,3 m. | 28953716 | BW             |
| 52° 53′ 11″ N, 8° 21′ 12″ O | Wildeshausen 637, Grabhügel                      | Größe ca. 11 × 7,5 m und Höhe ca. 0,7 m. Oval (von Südost-Nordwest). | 28955519 | BW             |
| 52° 53′ 12″ N, 8° 21′ 11″ O | Wildeshausen 638, Grabhügel                      | Durchmesser ca. 22 m und Höhe ca. 1,4 m. | 28955520 | BW             |
| 52° 53′ 7″ N, 8° 22′ 0″ O   | Wildeshausen 639, Grabhügel                      | Durchmesser ca. 20 m und Höhe ca. 1 m. Mit Einkuhlung in der Mitte und im Westen und Nordwesten von Straße und Feldweg angeschnitten. - Teilstück ID: 28953706 - Teilstück ID: 28953707 - Teilstück ID: 28953708 | 28953599 | BW             |
| 52° 53′ 9″ N, 8° 21′ 56″ O  | Wildeshausen 645, Grabhügel                      | Durchmesser ca. 28 m und Höhe ca. 1,4 m. | 28953709 | BW             |
| 52° 53′ 8″ N, 8° 21′ 55″ O  | Wildeshausen 646, Grabhügel                      | Durchmesser ca. 10 m und Höhe ca. 1,1 m. Stark gestört, am südwestlichen Bereich angegraben. | 28953711 | BW             |
| 52° 53′ 7″ N, 8° 21′ 54″ O  | Wildeshausen 647, Grabhügel                      | Durchmesser ca. 23 m und Höhe ca. 1,4 m. | 28953710 | BW             |
| 52° 52′ 44″ N, 8° 20′ 25″ O | Wildeshausen 654, Grabhügel                      | Durchmesser ca. 12 m und Höhe ca. 0,6 m. | 28966661 | BW             |
| 52° 52′ 42″ N, 8° 20′ 27″ O | Wildeshausen 656, Grabhügel                      | Durchmesser ca. 10 m und Höhe ca. 0,5 m. | 28966662 | BW             |
| 52° 52′ 39″ N, 8° 20′ 22″ O | Wildeshausen 657, Grabhügel                      | Durchmesser ca. 16 m und Höhe ca. 1,2 m. | 28966666 | BW             |
| 52° 52′ 38″ N, 8° 20′ 24″ O | Wildeshausen 658, Grabhügel                      | Größe ca. 20 × 17 m und Höhe ca. 1,2 m. (Nordwest-Südwest orientiert). | 28966668 | BW             |
| 52° 52′ 37″ N, 8° 20′ 22″ O | Wildeshausen 659, Grabhügel                      | Durchmesser ca. 10 m und Höhe ca. 0,6 m. | 28966667 | BW             |
| 52° 52′ 38″ N, 8° 20′ 20″ O | Wildeshausen 660, Grabhügel                      | Durchmesser ca. 21 m und Höhe ca. 1,3 m. | 28966670 | BW             |
| 52° 52′ 37″ N, 8° 20′ 19″ O | Wildeshausen 661, Grabhügel                      | Durchmesser ca. 10 m und Höhe ca. 0,6 m. | 28966672 | BW             |
| 52° 52′ 37″ N, 8° 20′ 20″ O | Wildeshausen 662, Grabhügel                      | Durchmesser ca. 10 m und Höhe ca. 0,7 m. | 28966674 | BW             |
| 52° 52′ 54″ N, 8° 20′ 3″ O  | Wildeshausen 663, Grabhügel                      | Durchmesser ca. 18 m und Höhe ca. 1,3 m. Gestört. | 28957124 | BW             |
| 52° 52′ 53″ N, 8° 20′ 12″ O | Wildeshausen 665, Großsteingrab                  | Grabkammer liegt in flachen Resten des alten Hügels, sodass zu vermuten ist, dass die Kammer noch zum großen Teil intakt ist. Es lässt sich demnach eine Kammer mit sieben Jochen rekonstruieren,die 10,5 × 1,8 m misst. (Sprockhoff Nr. 953). | 28953723 | Weitere Bilder |
| 52° 52′ 55″ N, 8° 20′ 14″ O | Wildeshausen 666, Grabhügel                      | Durchmesser ca. 23 m und Höhe ca. 0,6 m. | 28957126 | BW             |
| 52° 52′ 51″ N, 8° 20′ 16″ O | Wildeshausen 667, Grabhügel                      | Durchmesser ca. 8 m und Höhe ca. 0,2 m. Nur noch als schwache Erhöhung sichtbar. | 28967042 | BW             |
| 52° 52′ 54″ N, 8° 20′ 20″ O | Wildeshausen 668, Grabhügel                      | Durchmesser ca. 12 m und Höhe ca. 0,4 m. | 28967043 | BW             |
| 52° 52′ 54″ N, 8° 20′ 21″ O | Wildeshausen 669, Grabhügel                      | Durchmesser ca. 14 m und Höhe ca. 0,5 m. | 28967045 | BW             |
| 52° 52′ 56″ N, 8° 20′ 33″ O | Wildeshausen 670, Grabhügel                      | Durchmesser ca. 16 m und Höhe ca. 1 m. | 28966665 | BW             |
| 52° 52′ 43″ N, 8° 20′ 30″ O | Wildeshausen 673, Grabhügel                      | Durchmesser ca. 13 m und Höhe ca. 0,7 m. Stark gestört mit Mulden im Zentrum, im östlichen Bereich tw. abgetragen. | 28966680 | BW             |
| 52° 52′ 46″ N, 8° 20′ 32″ O | Wildeshausen 675, Grabhügel                      | Durchmesser ca. 17 m und Höhe ca. 1 m. | 28966686 | BW             |
| 52° 52′ 47″ N, 8° 20′ 32″ O | Wildeshausen 676, Grabhügel                      | Durchmesser ca. 15 m und Höhe ca. 0,9 m. | 28966687 | BW             |
| 52° 52′ 48″ N, 8° 20′ 34″ O | Wildeshausen 677, Grabhügel                      | Durchmesser ca. 16 m und Höhe ca. 0,9 m. | 28966675 | BW             |
| 52° 52′ 50″ N, 8° 20′ 37″ O | Wildeshausen 678, Grabhügel                      | Durchmesser ca. 22 m und Höhe ca. 1,2 m. | 28966688 | BW             |
| 52° 52′ 53″ N, 8° 20′ 39″ O | Wildeshausen 679, Grabhügel                      | Durchmesser ca. 17 m und Höhe ca. 0,8 m. | 28966785 | BW             |
| 52° 52′ 55″ N, 8° 20′ 40″ O | Wildeshausen 680, Grabhügel                      | Durchmesser ca. 17 m und Höhe ca. 0,7 m. Mit zentraler Mulde. | 28966786 | BW             |
| 52° 52′ 55″ N, 8° 20′ 38″ O | Wildeshausen 685, Grabhügel                      | Durchmesser ca. 5 m und Höhe ca. 0,3 m. | 28966793 | BW             |
| 52° 53′ 30″ N, 8° 21′ 40″ O | Wildeshausen 686, Grabhügel                      | Durchmesser ca. 16 m und Höhe ca. 1,1 m. Am südlichen und östlichen Rand von Graben angeschnitten. | 28966175 | BW             |
| 52° 50′ 56″ N, 8° 24′ 38″ O | Wildeshausen 692, Grabhügel                      | Durchmesser ca. 12 m und Höhe ca. 0,3 m. Durch Überpflügen stark abgeflachte Kuppe, aber noch deutlich sicht- und abgrenzbar. | 28967052 | BW             |
| 52° 50′ 54″ N, 8° 24′ 36″ O | Wildeshausen 693, Grabhügel                      | Durchmesser ca. 27 m und Höhe ca. 0,7 m. Durch Überpflügen stark abgeflachte Kuppe. | 28967053 | BW             |
| 52° 50′ 55″ N, 8° 24′ 34″ O | Wildeshausen 694, Grabhügel                      | Durchmesser ca. 15 m und Höhe ca. 0,3 m. Durch Überpflügen stark abgeflachte Kuppe, aber noch deutlich abgesetzt. | 28967055 | BW             |
| 52° 52′ 24″ N, 8° 26′ 17″ O | Wildeshausen 703, Grabhügel                      | Durchmesser ca. 16 m und Höhe ca. 1 m. | 28957133 | BW             |
| 52° 53′ 59″ N, 8° 26′ 20″ O | Wildeshausen 705, Stadtwall                      | Wall mit außen vorgelagertem Graben. Insbesondere der mittlere Abschnitt ist gut erhalten. Ein Stadtwall wird für Wildeshausen 1282 erwähnt. - Teilstück ID: 38159212 | 28957135 |                |
| 52° 53′ 41″ N, 8° 26′ 19″ O | Wildeshausen 706, Burgberg                       | | 28942157 | BW             |
| 52° 52′ 37″ N, 8° 27′ 10″ O | Wildeshausen 724, Grabhügel                      | Durchmesser ca. 12 m und Höhe ca. 0,6 m. Durch Pflanzfurchen gestört. | 28967307 | BW             |
| 52° 52′ 37″ N, 8° 27′ 11″ O | Wildeshausen 726, Grabhügel                      | Durchmesser ca. 14 m und Höhe ca. 0,8 m. Rand beim Parkplatzbau abgetragen. | 28967303 | BW             |
| 52° 52′ 36″ N, 8° 27′ 12″ O | Wildeshausen 727, Grabhügel                      | Größe ca. 10 × 7 m und Höhe ca. 0,5 m. Oval, durch Trasse der Pestruper Straße im Westteil abgetragen. | 28967311 | BW             |
| 52° 51′ 50″ N, 8° 27′ 14″ O | Wildeshausen 728, Grabhügel                      | Durchmesser ca. 15 m und Höhe ca. 0,8 m. | 28957141 | BW             |
| 52° 51′ 33″ N, 8° 27′ 17″ O | Wildeshausen 734, Grabhügel                      | Durchmesser ca. 20 m und Höhe ca. 1 m. | 28967317 | BW             |
| 52° 51′ 33″ N, 8° 27′ 12″ O | Wildeshausen 736, Grabhügel                      | Durchmesser ca. 17 m und Höhe ca. 1,6 m. | 28965429 | BW             |
| 52° 51′ 32″ N, 8° 27′ 13″ O | Wildeshausen 737, Grabhügel                      | Nur noch als Bodenerhöhung am Ackerrand zu erkennen, mit Bruchholz und Rodungswall überlagert. | 28965430 | BW             |
| 52° 51′ 34″ N, 8° 27′ 15″ O | Wildeshausen 739, Grabhügel                      | Durchmesser ca. 18 m und Höhe ca. 1,1 m. | 28965456 | BW             |
| 52° 51′ 34″ N, 8° 27′ 15″ O | Wildeshausen 740, Grabhügel                      | Durchmesser ca. 8 m und Höhe ca. 0,3 m. | 28965437 | BW             |
| 52° 50′ 53″ N, 8° 26′ 8″ O  | Wildeshausen 743, Grabhügel                      | Durchmesser ca. 18 m und Höhe ca. 1 m. Stark gestört mit zentralem Kopfstich. | 28965568 | BW             |
| 52° 50′ 54″ N, 8° 26′ 10″ O | Wildeshausen 744, Grabhügel                      | Durchmesser ca. 14 m und Höhe ca. 0,8 m. Im Zentralbereich stark zerstört. | 28965572 | BW             |
| 52° 52′ 21″ N, 8° 26′ 40″ O | Wildeshausen 755, Grabhügel                      | Durchmesser ca. 15 m und Höhe ca. 0,6 m. | 28957146 | BW             |
| 52° 52′ 5″ N, 8° 25′ 51″ O  | Wildeshausen 757, Grabhügel                      | Obertägig nur noch als flach auslaufende Bodenwelle erhalten. Höhe bis 0,3 m. | 28957148 | BW             |
| 52° 52′ 36″ N, 8° 27′ 55″ O | Wildeshausen 803, Grabhügel                      | Durchmesser ca. 20 m und Höhe ca. 1,5 m. Hochgewölbt, an Nord- und Ost-Seite steil geböscht, mit deutlich abgesetztem Hügelfuß. | 28966591 | BW             |
| 52° 52′ 36″ N, 8° 27′ 53″ O | Wildeshausen 804, Grabhügel                      | Durchmesser ca. 15 m und Höhe ca. 1,1 m. An Nord-Seite steil geböscht. | 28966595 | BW             |
| 52° 50′ 56″ N, 8° 26′ 21″ O | Wildeshausen 808, Grabhügel                      | Durchmesser ca. 15 m und Höhe ca. 1 m. Stark gestört. | 28966696 | BW             |
| 52° 50′ 57″ N, 8° 26′ 16″ O | Wildeshausen 811, Grabhügel                      | Durchmesser ca. 12 m und Höhe ca. 0,7 m. | 28957247 | BW             |
| 52° 51′ 54″ N, 8° 26′ 59″ O | Wildeshausen 814, Grabhügel                      | Durchmesser ca. 18 m und Höhe ca. 1,6 m. Hochgewölbt mit zentraler Einkuhlung. | 28957249 | BW             |
| 52° 51′ 59″ N, 8° 27′ 17″ O | Wildeshausen 816, Grabhügel                      | Durchmesser ca. 13 m und Höhe ca. 0,6 m. Im nördlichen Bereich durch Acker angeschnitten. | 28957251 | BW             |
| 52° 52′ 1″ N, 8° 27′ 8″ O   | Wildeshausen 818, Grabhügel                      | Durchmesser ca. 21 m und Höhe ca. 0,9 m. Flache Einkuhlungen, im West- und Ost-Bereich an Ackerland grenzend. | 28957253 | BW             |
| 52° 52′ 2″ N, 8° 27′ 5″ O   | Wildeshausen 820, Grabhügel                      | Durchmesser ca. 21 m und Höhe ca. 1 m. Im Nord- und Westbereich an Acker grenzend. | 28957254 | BW             |
| 52° 53′ 20″ N, 8° 23′ 31″ O | Wildeshausen 825, Steinkiste                     | Vier Trägern und ein Deckstein mit den ungefähren Abmessungen 2 × 1,5 m bei einer Dicke von 0,25 m. Auf der Oberseite 25 Näpfchen. Am östl. und südl. Hügelfuß Findlinge. Aufgrund von Funden aus der näheren Umgebung lässt sich das Grab in die ältere Bronzezeit datieren. | 28955851 | Weitere Bilder |
| 52° 52′ 2″ N, 8° 26′ 9″ O   | Wildeshausen 826, Grabhügel                      | Durchmesser ca. 13 m und Höhe ca. 0,9 m. Rund, ebenmäßig gewölbt mit fließend auslaufendem Rand. | 28957257 | BW             |
| 52° 53′ 52″ N, 8° 22′ 47″ O | Wildeshausen 830, Großsteingrab (Hohe Steine)    | (Sprockhoff Nr. 956) | 28953727 | Weitere Bilder |
| 52° 53′ 54″ N, 8° 22′ 48″ O | Wildeshausen 831, Grabhügel                      | Durchmesser ca. 13 m und Höhe ca. 0,5 m. An Westseite einen Parzellenwall anstoßend. Südseite durch Waldweg angeschnitten. | 28955852 | BW             |
| 52° 53′ 51″ N, 8° 22′ 47″ O | Wildeshausen 833, Grabhügel                      | Durchmesser ca. 21 m und Höhe ca. 0,8 m. Rund, flach gewölbt. | 28966617 | BW             |
| 52° 53′ 51″ N, 8° 22′ 48″ O | Wildeshausen 834, Grabhügel                      | Durchmesser ca. 10 m und Höhe ca. 0,7 m. Nordbereich durch Rodungswall überdeckt. Südbereich noch erkennbar. | 28966620 | BW             |
| 52° 54′ 54″ N, 8° 21′ 38″ O | Wildeshausen 844, Grabhügel                      | Größe ca. 28 × 13 m (ca. Nord-Süd orientiert) mit abgeflachter Kuppe und auslaufendem Hügelfuß. | 28967348 | BW             |
| 52° 54′ 54″ N, 8° 21′ 42″ O | Wildeshausen 846, Grabhügel                      | Durchmesser ca. 12 m und Höhe ca. 0,5 m. Rund, flach gewölbt mit auslaufendem Rand. | 28965460 | BW             |
| 52° 54′ 55″ N, 8° 21′ 41″ O | Wildeshausen 847, Grabhügel                      | Durchmesser ca. 18 m und Höhe ca. 0,6 m. Leicht oval, flach gewölbt mit auslaufendem Rand. | 28965461 | BW             |
| 52° 55′ 42″ N, 8° 22′ 21″ O | Wildeshausen 848, Grabhügel                      | Durchmesser ca. 16 m und Höhe ca. 1,5 m. Durch Pflanzfurchen abgeflacht und an der Oberfläche stark beschädigt. | 28965473 | BW             |
| 52° 55′ 43″ N, 8° 22′ 22″ O | Wildeshausen 849, Grabhügel                      | Durchmesser ca. 16 m und Höhe ca. 1 m. Durch tiefe Pflanzfurchen abgeflacht und an der Oberfläche beschädigt. | 28965474 | BW             |
| 52° 55′ 6″ N, 8° 22′ 0″ O   | Wildeshausen 853, Grabhügel                      | Durchmesser ca. 12 m und Höhe ca. 1 m. Rund. Durch Sandabbau zerstört. | 28957268 | BW             |
| 52° 55′ 4″ N, 8° 21′ 59″ O  | Wildeshausen 854, Grabhügel                      | Unregelmäßig, hoch gewölbt und mit abgesetztem Rand. | 28953611 | BW             |
| 52° 55′ 10″ N, 8° 21′ 57″ O | Wildeshausen 855, Grabhügel                      | Durchmesser ca. 19 m und Höhe ca. 1,5 m. Durch fortschreitenden Sandabbau zerstört. | 28957269 | BW             |
| 52° 55′ 40″ N, 8° 21′ 35″ O | Wildeshausen 857, Grabhügel                      | Durchmesser ca. 16 m und Höhe ca. 1 m. | 28965597 | BW             |
| 52° 54′ 58″ N, 8° 23′ 47″ O | Wildeshausen 859, Grabhügel                      | Durchmesser ca. 14 m und Höhe ca. 1 m. Mit zentraler Einkuhlung, im westl. Bereich Störung durch Rodungsarbeiten. | 28957272 | BW             |
| 52° 54′ 54″ N, 8° 23′ 59″ O | Wildeshausen 860, Grabhügel                      | Durchmesser ca. 20 m und Höhe ca. 1,2 m. | 28965609 | BW             |
| 52° 54′ 54″ N, 8° 23′ 57″ O | Wildeshausen 861, Grabhügel                      | Durchmesser ca. 22 m und Höhe ca. 1 m. | 28965608 | BW             |
| 52° 54′ 56″ N, 8° 24′ 2″ O  | Wildeshausen 862, Grabhügel                      | Durchmesser ca. 15 m und Höhe ca. 0,8 m. | 28965610 | BW             |
| 52° 54′ 58″ N, 8° 23′ 59″ O | Wildeshausen 863, Grabhügel                      | Durchmesser ca. 20 m und Höhe ca. 1,2 m. An nordwestl. Hügelfuß stößt ein Rodungswall. | 28965611 | BW             |
| 52° 53′ 51″ N, 8° 23′ 56″ O | Wildeshausen 866, Grabhügel                      | Durchmesser ca. 20 m und Höhe ca. 0,8 m. Mit zentraler Eingrabung. | 28955515 | BW             |
| 52° 53′ 18″ N, 8° 27′ 8″ O  | Wildeshausen 884, Gräftenanlage                  | Im Südwesten ist der Wassergraben auf ca. 10 m Länge unterbrochen. Die gesamte Anlage misst in N-S-Richtung 190 m und ist 95 m breit. Breite im NW bis zu 25 m. Im NO durch schmalen Graben mit dem Hochwasserumleiter verbunden. Auf der Karte des Amtes Wildeshausen von 1765 ist die Gräftenanlage noch durch einen Graben mit der Hunte verbunden. Es sind keinerlei Wallreste erhalten und die Innenfläche ist ebenerdig. In der im SO gelegenen Rohenburger Wiese sind keinerlei Auffälligkeiten erkennbar. Aufgefundene Keramik gehört in das 18. Jh. Eventuell ist die Anlage identisch mit der „curia Brochove“, die den Bügern der Stadt Wildeshausen im 13. Jh. (nach 1270) von Erzbischof Hildebold geschenkt wurde. | 28943600 | BW             |
| 52° 52′ 40″ N, 8° 26′ 13″ O | Wildeshausen 898, Grabhügel                      | Durchmesser ca. 15 m und Höhe ca. 1 m. Fast rund mit Grabungen. | 28955522 | BW             |
| 52° 52′ 39″ N, 8° 26′ 10″ O | Wildeshausen 899, Grabhügel                      | Durchmesser ca. 22 m und Höhe ca. 1,4 m. Im Westen durch Weg angeschnittenen. | 28955523 | BW             |
| 52° 52′ 36″ N, 8° 26′ 19″ O | Wildeshausen 900, Grabhügel                      | Durchmesser ca. 12 m und Höhe ca. 0,7 m. | 28955524 | BW             |
| 52° 52′ 28″ N, 8° 26′ 24″ O | Wildeshausen 901, Grabhügel                      | Durchmesser ca. 15 m und Höhe ca. 0,9 m. Im Süden durch Acker angeschnitten. | 28955525 | BW             |
| 52° 52′ 39″ N, 8° 25′ 59″ O | Wildeshausen 902, Grabhügel                      | Durchmesser ca. 15 m und Höhe ca. 0,7 m. Rund, flach gewölbt. | 28955526 | BW             |
| 52° 52′ 53″ N, 8° 27′ 0″ O  | Wildeshausen 905, Grabhügel                      | Durchmesser ca. 14 m und Höhe ca. 0,6 m. Nach Nordwesten auslaufend. | 28965837 | BW             |
| 52° 52′ 52″ N, 8° 27′ 2″ O  | Wildeshausen 906, Grabhügel                      | Durchmesser ca. 22 m und Höhe ca. 1,6 m. Im Südwesten flach auslaufend. | 28965839 | BW             |
| 52° 52′ 54″ N, 8° 27′ 4″ O  | Wildeshausen 907, Grabhügel                      | Größe ca. 18 × 12 m und Höhe ca. 1,2 m. Oval, gleichmäßig gewölbt. Hügelfuß abgesetzt. Einige leichte Eingrabungen. | 28965838 | BW             |
| 52° 53′ 32″ N, 8° 24′ 5″ O  | Wildeshausen 908, Grabhügel                      | Durchmesser ca. 16 m und Höhe ca. 0,7 m. Mit flach auslaufendem Rand. | 28965844 | BW             |
| 52° 53′ 32″ N, 8° 24′ 7″ O  | Wildeshausen 909, Grabhügel                      | Durchmesser ca. 14 m und Höhe ca. 0,3 m. Mit schwach abgesetztem Profil. | 28965841 | BW             |
| 52° 53′ 32″ N, 8° 24′ 11″ O | Wildeshausen 910, Grabhügel                      | Durchmesser ca. 22 m und Höhe ca. 0,8 m. Fast rund mit auslaufendem Rand. | 28965845 | BW             |
| 52° 50′ 55″ N, 8° 26′ 36″ O | Wildeshausen 911, Grabhügel                      | Durchmesser ca. 20 m und Höhe ca. 0,1 m. Kaum wahrnehmbare, annähernd runde Erhebung, die sich nur wenig in Bewuchs und Bodenstruktur vom umgebenden Gelände abhebt. | 28955530 | BW             |
| 52° 53′ 21″ N, 8° 27′ 44″ O | Wildeshausen 917, Grabhügel                      | Durchmesser ca. 12 m und Höhe ca. 0,6 m. Gestörtl, an südlicher Hälfte abgetragen. Durch Parzellenzaun geteilt. | 28955535 | BW             |
| 52° 53′ 21″ N, 8° 27′ 42″ O | Wildeshausen 918, Grabhügel                      | Durchmesser ca. 26 m und Höhe ca. 2,5 m. | 28955536 | BW             |
| 52° 53′ 22″ N, 8° 27′ 44″ O | Wildeshausen 919, Grabhügel                      | Durchmesser ca. 14 m und Höhe ca. 1 m. Am nordwestlichen Rand abgetragen. | 28955537 | BW             |
| 52° 53′ 22″ N, 8° 27′ 44″ O | Wildeshausen 920, Grabhügel                      | Durchmesser ca. 20 m und Höhe ca. 1,3 m. | 28955538 | BW             |
| 52° 54′ 53″ N, 8° 21′ 37″ O | Wildeshausen 971, Grabhügel                      | Durchmesser ca. 15 m und Höhe ca. 1 m. Westrand durch (militärische) Fahrspur zerstört. | 28965462 | BW             |
| 52° 54′ 55″ N, 8° 21′ 38″ O | Wildeshausen 972, Grabhügel                      | Durchmesser ca. 21 m und Höhe ca. 1,5 m. | 28965465 | BW             |
| 52° 54′ 55″ N, 8° 21′ 41″ O | Wildeshausen 973, Grabhügel                      | Durchmesser ca. 9 m und Höhe ca. 1 m. | 28965466 | BW             |
| 52° 52′ 39″ N, 8° 20′ 15″ O | Wildeshausen 1002, Grabhügel                     | Durchmesser ca. 16 m und Höhe ca. 1,2 m. Annähernd rund. Im Nordwesten von Rodungswall überdeckt. | 28955651 | BW             |
| 52° 53′ 27″ N, 8° 21′ 37″ O | Wildeshausen 1003, Grabhügel                     | Durchmesser ca. 9 m und Höhe ca. 0,4 m. Am nordwestlichen Rand vom Acker angeschnitten. | 28955834 | BW             |
| 52° 53′ 16″ N, 8° 21′ 9″ O  | Wildeshausen 1014, Grabhügel                     | Durchmesser ca. 21 m und Höhe ca. 1,3 m. | 28955640 | BW             |
| 52° 53′ 16″ N, 8° 21′ 7″ O  | Wildeshausen 1015, Grabhügel                     | Durchmesser ca. 29 m und Höhe ca. 1,6 m. | 28955835 | BW             |
| 52° 51′ 48″ N, 8° 26′ 15″ O | Wildeshausen 1017, Großsteingrab                 | (Sprockhoff Nr. 947) | 28926294 | Weitere Bilder |
| 52° 55′ 2″ N, 8° 24′ 1″ O   | Wildeshausen 1018, Grabhügel                     | Durchmesser ca. 22 m und Höhe ca. 2 m. Am Nordost-Rand durch Einkuhlungen gestört. | 28955649 | BW             |
| 52° 55′ 3″ N, 8° 24′ 0″ O   | Wildeshausen 1019, Grabhügel                     | Durchmesser ca. 15 m und Höhe ca. 0,5 m. | 28955650 | BW             |
| 52° 51′ 16″ N, 8° 23′ 5″ O  | Wildeshausen 1021, Grabhügel                     | | 28955652 | BW             |
| 52° 51′ 17″ N, 8° 23′ 7″ O  | Wildeshausen 1022, Grabhügel                     | Durchmesser ca. 24 m und Höhe ca. 0,8 m. | 28955660 | BW             |
| 52° 51′ 17″ N, 8° 23′ 6″ O  | Wildeshausen 1023, Grabhügel                     | Durchmesser ca. 17 m und Höhe ca. 0,3 m. | 28955644 | BW             |
| 52° 51′ 18″ N, 8° 23′ 8″ O  | Wildeshausen 1024, Grabhügel                     | Durchmesser ca. 14 m und Höhe ca. 0,3 m. | 28955840 | BW             |
| 52° 51′ 19″ N, 8° 23′ 8″ O  | Wildeshausen 1025, Grabhügel                     | Durchmesser ca. 9 m und Höhe ca. 0,2 m. Unförmig. | 28955645 | BW             |
| 52° 51′ 19″ N, 8° 23′ 7″ O  | Wildeshausen 1026, Grabhügel                     | Durchmesser ca. 8 m und Höhe ca. 0,3 m. | 28955643 | BW             |

### Wildeshausen 1
- ID: 28926296
- Das Pestruper Gräberfeld ist vermutlich das größte bronze- und eisenzeitliche Grabhügelfeld im nördlichen Mitteleuropa. Nach der aktuellesten Zählung umfasst es 637 rundliche Grabhügel. Daneben sind hier auch 16 sogenannte Langbetten erkennbar, langgestreckte Aufschüttungen. Hinzu kommen noch 27 sehr kleine Grabhügel, sogenannte Buckelgräber, außerdem Wegespuren und Reste alter Ackerfluren.

| Lage                        | Bezeichnung       | Beschreibung | ID       | Bild |
| --------------------------- | ----------------- | --- | -------- | ---- |
| 52° 52′ 23″ N, 8° 27′ 6″ O  | Wildeshausen 532  | Durchmesser ca. 8 m und Höhe ca. 0,3 m. Annähernd rund.                                                                                | 28946629 | BW   |
| 52° 52′ 36″ N, 8° 26′ 55″ O | Wildeshausen 870  | Durchmesser ca. 34 m und Höhe ca. 1,3 m. Mit plateauartig abgeflachter Kuppe. In ca. Ost-West-Richtung ein schmaler Pfad.              | 28946520 | BW   |
| 52° 52′ 38″ N, 8° 27′ 0″ O  | Wildeshausen 871  | Durchmesser ca. 14 m und Höhe ca. 0,6 m. Fast rund. Am Süd-Rand gestört.                                                               | 28946641 | BW   |
| 52° 52′ 38″ N, 8° 26′ 59″ O | Wildeshausen 875  | Durchmesser ca. 7 m und Höhe ca. 0,4 m. Fast rund. Nach Südwesten auslaufend.                                                          | 28946633 | BW   |
| 52° 52′ 39″ N, 8° 27′ 0″ O  | Wildeshausen 876  | Durchmesser ca. 14 m und Höhe ca. 0,5 m. Zur Hälfte im südlichen Bereich abgetragenen.                                                 | 28946634 | BW   |
| 52° 52′ 40″ N, 8° 27′ 2″ O  | Wildeshausen 877  | Durchmesser ca. 13 m und Höhe ca. 0,8 m. Im südlichen Rand gestört.                                                                    | 28946632 | BW   |
| 52° 52′ 41″ N, 8° 27′ 1″ O  | Wildeshausen 878  | Durchmesser ca. 28 m und Höhe ca. 1,1 m. Annähernd rund. Pflanzungsfurchen. Kuppe bildet ein fast waagerechtes Plateau.                | 28946636 | BW   |
| 52° 52′ 40″ N, 8° 26′ 57″ O | Wildeshausen 879  | Durchmesser ca. 28 m und Höhe ca. 1,2 m. Fast rund. Durch die Mitte führt in Nord-Süd-Richtung ein Weg. Kuppe plateauartig abgeflacht. | 28946637 | BW   |
| 52° 52′ 41″ N, 8° 26′ 59″ O | Wildeshausen 882  | Durchmesser ca. 14 m und Höhe ca. 1,1 m. Durch Pflanzungsfurchen beschädigt.                                                           | 28946635 | BW   |
| 52° 52′ 44″ N, 8° 26′ 56″ O | Wildeshausen 883  | Durchmesser ca. 13 m und Höhe ca. 1,1 m. Durch Pflanzungsfurchen beschädigt.                                                           | 28946640 | BW   |
| 52° 52′ 39″ N, 8° 26′ 59″ O | Wildeshausen 1020 | Durchmesser ca. 10 m und Höhe ca. 0,4 m.                                                                                               | 28946639 | BW   |

### Wildeshausen 631
- ID: 28926305
- Großsteingräber.

| Lage                        | Bezeichnung                     | Beschreibung | ID       | Bild           |
| --------------------------- | ------------------------------- | --- | -------- | -------------- |
| 52° 55′ 49″ N, 8° 22′ 28″ O | Wildeshausen 631, Großsteingrab | (Sprockhoff Nr. 948) | 28926301 | Weitere Bilder |
| 52° 55′ 48″ N, 8° 22′ 29″ O | Wildeshausen 632, Großsteingrab | (Sprockhoff Nr. 949) | 28926302 | Weitere Bilder |
| 52° 55′ 47″ N, 8° 22′ 25″ O | Wildeshausen 633, Großsteingrab | (Sprockhoff Nr. 950) | 28926303 | Weitere Bilder |
| 52° 55′ 51″ N, 8° 22′ 27″ O | Wildeshausen 634, Großsteingrab | Rest einer kleinen Grabkammer eines neolithischen Großsteingrabes in ungefährer N-S-Richtung. Von dem Grab sind noch drei Trägersteine der westlichen Langseite in situ erhalten. Der nördliche Abschlussstein ist verschoben in der Kammerecke. In der Kammer noch das Sprengstück eines Decksteins. Etwa 14 m südlich der Kammer ein weiterer Deckstein. Steine in den Resten eines Hügels, Dm. 17 m, Höhe 1,3 m. (Sprockhoff Nr. 951) | 28926304 | Weitere Bilder |

### Wildeshausen 704
- ID: 28957134
- Grabhügelfeld mit 12 Hügeln mit Durchmesser 15 – 22 m und Höhe 0,5 – 1,9 m.

| Lage                        | Bezeichnung      | Beschreibung | ID       | Bild |
| --------------------------- | ---------------- | --- | -------- | ---- |
| 52° 52′ 24″ N, 8° 26′ 10″ O | Wildeshausen 704 | Durchmesser ca. 21 m und Höhe ca. 0,7 m. Stark gestört durch Grabungsmulde von nördlichen Rand bis zum Zentrum sowie Waldpfad am südlichen Rand.                                              | 28967167 | BW   |
| 52° 52′ 25″ N, 8° 26′ 10″ O | Wildeshausen 885 | Durchmesser ca. 19 m und Höhe ca. 1,5 m. Rund und hochgewölbt. Im Westbereich mit alter, muldenartiger Abtragung. Einkuhlungen im Zentralbereich. Östlicher Hügelfuß durch Weg angeschnitten. | 28955521 | BW   |
| 52° 52′ 26″ N, 8° 26′ 9″ O  | Wildeshausen 886 | Durchmesser ca. 16 m und Höhe ca. 0,7 m. Unregelmäßig geformt, im Ostbereich abgetragen. Im Zentrum ovale Einkuhlung. Am Westrand ein flacher Grenzgraben.                                    | 28967173 | BW   |
| 52° 52′ 27″ N, 8° 26′ 10″ O | Wildeshausen 887 | Durchmesser ca. 13 m und Höhe ca. 0,7 m. Im Ostbereich abgetragen, im Westbereich flach gewölbt.                                                                                              | 28967175 | BW   |
| 52° 52′ 27″ N, 8° 26′ 8″ O  | Wildeshausen 888 | Durchmesser ca. 22 m und Höhe ca. 1,5 m. Rund, hochgewölbt mit abgesetztem Rand und ausgeprägter Eingrabung im Zentrum.                                                                       | 28967180 | BW   |
| 52° 52′ 28″ N, 8° 26′ 8″ O  | Wildeshausen 889 | Durchmesser ca. 9 m und Höhe ca. 0,5 m. Rund mit auslaufendem Rand und flacher Eingrabung im Zentrum.                                                                                         | 28967187 | BW   |
| 52° 52′ 28″ N, 8° 26′ 7″ O  | Wildeshausen 890 | Durchmesser ca. 19 m und Höhe ca. 1,4 m. Rund, gewölbt mit abgesetztem Rand. | 28967188 | BW   |
| 52° 52′ 29″ N, 8° 26′ 6″ O  | Wildeshausen 891 | Durchmesser ca. 24 m und Höhe ca. 1,9 m. Im südlichen Bereich auslaufend, zentrale Grabungsmulde.                                                                                             | 28967189 | BW   |
| 52° 52′ 27″ N, 8° 26′ 1″ O  | Wildeshausen 894 | Durchmesser ca. 19 m und Höhe ca. 1,3 m. Rund, abgeflacht durch verschiedene Eingrabungen, am Rand abgesetzt.                                                                                 | 28967196 | BW   |
| 52° 52′ 27″ N, 8° 26′ 4″ O  | Wildeshausen 895 | Durchmesser ca. 20 m und Höhe ca. 1,4 m. Rund, hochgewölbt. | 28967296 | BW   |
| 52° 52′ 24″ N, 8° 26′ 2″ O  | Wildeshausen 896 | Durchmesser ca. 21 m und Höhe ca. 1,5 m. Rund mit abgesetztem Fuß. Alte, zugewachsene Eingrabung.                                                                                             | 28967298 | BW   |
| 52° 52′ 23″ N, 8° 26′ 0″ O  | Wildeshausen 897 | Durchmesser ca. 18 m und Höhe ca. 1 m. Rund, hochgewölbt mit abgesetztem Fuß. | 28967297 | BW   |

### Wildeshausen 745
- ID: 28957145
- Alle elf Grabhügel sind noch heute im Gelände erhalten. Dm. 9 – 17 m; H. 0,5 – 1,3 m.

| Lage                        | Bezeichnung       | Beschreibung | ID       | Bild |
| --------------------------- | ----------------- | --- | -------- | ---- |
| 52° 52′ 19″ N, 8° 26′ 31″ O | Wildeshausen 745  | Durchmesser ca. 18 m und Höhe ca. 1,2 m. Hochgewölbt, rund mit auslaufendem Rand.                                                          | 28965576 | BW   |
| 52° 52′ 19″ N, 8° 26′ 32″ O | Wildeshausen 746  | Durchmesser ca. 13 m und Höhe ca. 0,9 m. Rund mit abgeflachter Kuppe und abgesetztem Rand.                                                 | 28965690 | BW   |
| 52° 52′ 19″ N, 8° 26′ 33″ O | Wildeshausen 747  | Durchmesser ca. 12 m und Höhe ca. 0,6 m. Rund mit abgesetztem Rand. Ebenmäßig flach gewölbt. Im Zentrum eine alte zugewachsene Eingrabung. | 28965695 | BW   |
| 52° 52′ 18″ N, 8° 26′ 33″ O | Wildeshausen 748  | Durchmesser ca. 18 m und Höhe ca. 0,8 m. Am Nordteil von ca. Ost-West verlaufendem Waldweg angeschnitten.                                  | 28965687 | BW   |
| 52° 52′ 18″ N, 8° 26′ 32″ O | Wildeshausen 749  | Durchmesser ca. 9 m und Höhe ca. 0,6 m. Von Pflanzfurchen überzogen.                                                                       | 28965703 | BW   |
| 52° 52′ 18″ N, 8° 26′ 32″ O | Wildeshausen 750  | Durchmesser ca. 10 m und Höhe ca. 0,5 m. Über die HMitte verläuft ein Waldweg in Ost-West-Richtung.                                        | 28965699 | BW   |
| 52° 52′ 18″ N, 8° 26′ 34″ O | Wildeshausen 751  | Durchmesser ca. 14 m und Höhe ca. 0,6 m. Von Pflanzfurchen überzogen.                                                                      | 28965805 | BW   |
| 52° 52′ 19″ N, 8° 26′ 34″ O | Wildeshausen 752  | Durchmesser ca. 12 m und Höhe ca. 1 m. Über nördlichen Rand Waldweg in Ost-West-Richtung.                                                  | 28965802 | BW   |
| 52° 52′ 20″ N, 8° 26′ 32″ O | Wildeshausen 753  | Durchmesser ca. 11 m und Höhe ca. 0,6 m. Mit abgesetztem Rand und flachgewölbt. Flache Eingrabungen.                                       | 28965804 | BW   |
| 52° 52′ 19″ N, 8° 26′ 30″ O | Wildeshausen 754  | Durchmesser ca. 14 m und Höhe ca. 0,5 m. Rund mit auslaufendem Rand. Im Zentrum eine zugewachsene flache Eingrabung.                       | 28965806 | BW   |
| 52° 52′ 20″ N, 8° 26′ 30″ O | Wildeshausen 1006 | Durchmesser ca. 15 m und Höhe ca. 0,5 m. Flach gewölbt mit auslaufendem Rand.                                                              | 28955642 | BW   |

### Wildeshausen 758
- ID: 28957134
- Grabhügelfeld mit 12 Hügeln mit Durchmesser 15 – 22 m und Höhe 0,5 – 1,9 m.

| Lage                       | Bezeichnung      | Beschreibung | ID       | Bild |
| -------------------------- | ---------------- | --- | -------- | ---- |
| 52° 52′ 4″ N, 8° 25′ 56″ O | Wildeshausen 758 | Höhe ca. 0,4 m. Auf einer Bodenwelle aufgesetzt. Hügelfuß flach auslaufend.                                       | 28965825 | BW   |
| 52° 52′ 4″ N, 8° 25′ 59″ O | Wildeshausen 759 | Durchmesser ca. 11 m und Höhe ca. 0,3 m.                                                                          | 28965823 | BW   |
| 52° 52′ 3″ N, 8° 25′ 58″ O | Wildeshausen 760 | Durchmesser ca. 11 m und Höhe ca. 0,7 m. Flach gewölbt, rund mit auslaufendem Rand.                               | 28965828 | BW   |
| 52° 52′ 3″ N, 8° 25′ 58″ O | Wildeshausen 761 | Durchmesser ca. 12 m und Höhe ca. 0,7 m. Rund, hochgewölbt mit auslaufendem Rand.                                 | 28965927 | BW   |
| 52° 52′ 3″ N, 8° 25′ 59″ O | Wildeshausen 762 | Durchmesser ca. 12 m und Höhe ca. 0,7 m. Rund, flach gewölbt mit auslaufendem Rand.                               | 28965930 | BW   |
| 52° 52′ 3″ N, 8° 26′ 0″ O  | Wildeshausen 765 | Durchmesser ca. 10 m und Höhe ca. 0,5 m. Wohl durch Aufforstungsarbeiten stark gestört mit verschliffenem Profil. | 28965946 | BW   |
| 52° 52′ 3″ N, 8° 26′ 0″ O  | Wildeshausen 766 | Durchmesser ca. 9 m und Höhe ca. 0,6 m. Unregelmäßig, wohl durch Aufforstungsarbeiten stark gestört.              | 28965954 | BW   |

### Wildeshausen 767
- ID: 28953713
- 1940 konnten 36 Grabhügel festgestellt werden. 1985 sind noch 18 vorhanden, die übrigen durch Aufforstungsmaßnahmen und Wegebau zerstört.

| Lage                        | Bezeichnung      | Beschreibung | ID       | Bild |
| --------------------------- | ---------------- | --- | -------- | ---- |
| 52° 51′ 56″ N, 8° 26′ 10″ O | Wildeshausen 767 | Durchmesser ca. 11 m und Höhe ca. 0,5 m. Flach gewölbt. Am südlichen Randbereich durch Waldweg angeschnitten.       | 28966057 | BW   |
| 52° 51′ 56″ N, 8° 26′ 12″ O | Wildeshausen 768 | | 28966058 | BW   |
| 52° 51′ 56″ N, 8° 26′ 13″ O | Wildeshausen 769 | Durchmesser ca. 19 m und Höhe ca. 1 m. Rund, ebenmäßig flach gewölbt. Mehrere flache Eingrabungen.                  | 28966065 | BW   |
| 52° 51′ 57″ N, 8° 26′ 14″ O | Wildeshausen 770 | Durchmesser ca. 16 m und Höhe ca. 1,2 m. Gleichmäßig, hoch gewöbt mit abgesetztem Rand. Einige flache Eingrabungen. | 28966070 | BW   |
| 52° 51′ 56″ N, 8° 26′ 15″ O | Wildeshausen 772 | Durchmesser ca. 8 m und Höhe ca. 0,5 m. Flach gewölbt mit auslaufendem Rand.                                        | 28966075 | BW   |
| 52° 51′ 56″ N, 8° 26′ 17″ O | Wildeshausen 773 | Durchmesser ca. 14 m und Höhe ca. 1 m. Flach gewölbt mit abgesetztem Rand.                                          | 28966076 | BW   |
| 52° 51′ 57″ N, 8° 26′ 17″ O | Wildeshausen 774 | Durchmesser ca. 13 m und Höhe ca. 0,8 m. Flach gewölbt mit auslaufendem Rand.                                       | 28966079 | BW   |
| 52° 51′ 55″ N, 8° 26′ 18″ O | Wildeshausen 775 | Durchmesser ca. 8 m und Höhe ca. 0,5 m. Durch Rodungs- und Pflanzarbeiten gestört.                                  | 28966188 | BW   |
| 52° 51′ 55″ N, 8° 26′ 18″ O | Wildeshausen 776 | Durchmesser ca. 11 m und Höhe ca. 0,5 m. Durch Rodungs- und Pflanzarbeiten gestört.                                 | 28966192 | BW   |
| 52° 51′ 54″ N, 8° 26′ 16″ O | Wildeshausen 777 | Durchmesser ca. 14 m und Höhe ca. 0,6 m. Rand flach auslaufend.                                                     | 28966185 | BW   |
| 52° 51′ 55″ N, 8° 26′ 15″ O | Wildeshausen 778 | Durchmesser ca. 9 m und Höhe ca. 0,6 m. Mit flach auslaufendem Rand.                                                | 28966304 | BW   |
| 52° 51′ 55″ N, 8° 26′ 14″ O | Wildeshausen 779 | Durchmesser ca. 14 m und Höhe ca. 0,6 m. Mit auslaufendem Rand.                                                     | 28966310 | BW   |
| 52° 51′ 55″ N, 8° 26′ 13″ O | Wildeshausen 780 | Durchmesser ca. 14 m und Höhe ca. 0,7 m. Unregelmäßig geformt.                                                      | 28966314 | BW   |
| 52° 51′ 55″ N, 8° 26′ 10″ O | Wildeshausen 781 | Durchmesser ca. 17 m und Höhe ca. 1,2 m. Rund, hochgewölbt mit auslaufendem Rand.                                   | 28966315 | BW   |
| 52° 51′ 53″ N, 8° 26′ 14″ O | Wildeshausen 782 | Durchmesser ca. 13 m und Höhe ca. 0,5 m. Mit flach auslaufenem Rand, durch Aufforstungsarbeiten beschädigt.         | 28966317 | BW   |
| 52° 51′ 57″ N, 8° 26′ 13″ O | Wildeshausen 783 | Durchmesser ca. 9 m und Höhe ca. 0,4 m.                                                                             | 28966322 | BW   |
| 52° 51′ 58″ N, 8° 26′ 12″ O | Wildeshausen 784 | Durchmesser ca. 12 m und Höhe ca. 0,8 m.                                                                            | 28966324 | BW   |